# Liste der Baudenkmäler in Niederaußem
Die Liste der Baudenkmäler in Niederaußem enthält die denkmalgeschützten Bauwerke auf dem Gebiet von Bergheim-Niederaußem in Nordrhein-Westfalen (Stand: April 2010). Diese Baudenkmäler sind in der Denkmalliste der Stadt Bergheim eingetragen; Grundlage für die Aufnahme ist das Denkmalschutzgesetz Nordrhein-Westfalen (DSchG NRW).

| Bild                      | Bezeichnung                                | Lage                                                            | Beschreibung | Bauzeit               | Denkmal- nummer | Eintragung Aktenzeichen |
| ------------------------- | ------------------------------------------ | --------------------------------------------------------------- | --- | --------------------- | --------------- | ----------------------- |
| weitere Bilder            | Katholische Pfarrkirche St. Johann Baptist | Lage                                                            | 1887 und 1893/94 Restaurierung unter Leitung von Julius Busch, 1908 Chorbau; 3-schiffige, von 3 parallelen Satteldächern gedeckte Backsteinkirche mit vorgestelltem, 4-seitigem Westturm mit 8-seitiger Haube und leicht eingezogenem, 5-seitig geschlossenem Chor, rundum abgesetzter Sockel, teilweise mit Tuff; Langhaus horizontal gegliedert durch Tuffbänder, die Seitenschiffe im Osten polygonal geschlossen | Anfang 16. Jh.        | 50              | 13. Okt. 1989 AZ: 108   |
| weitere Bilder            | Katholische Pfarrkirche Kirchhof           | Lage                                                            | An der Südseite des Kirchturmes befindet sich ein Missionskreuz von 1820, einfaches Holzkreuz, übergiebelt, 1820 durch Chronogramm datiert; Inschrift: „Enaram crucis intventis fii plaseff“; Kirchhof überwiegend von Backsteinmauer umfriedet; neben dem Weg zum Turmeingang 2 Grabkreuze, eines ein Volutenkreuz von 1613; das 2. von 1671; am östlichen Schluss des nördlichen Seitenschiffes, einfaches Sandsteinkreuz von 1591. |                       | 169             | 17. Mai 1994 AZ: 237    |
| weitere Bilder            | Friedhof, Kriegerdenkmal                   | Alte Landstraße Lage                                            | Kriegerdenkmal für die Gefallenen beider Weltkriege, um 1920, durch seitlich anschließende Tafeln mit Namen der Gefallenen des Zweiten Weltkrieges nach 1945 erweitert; auf einem gärtnerisch gestalteten Areal ein gestuftes Podest, darauf ein Aufsatz aus poliertem Porphyr mit eingelassenem Metallrelief, darüber auf einem weiteren Sockel vollplastische Metallfigur eines Kriegers mit gesenkter Fahne; seitlich schließen die später hinzugefügten Tafeln aus dem gleichen Steinmaterial an; Metallrelief am Aufsatz, in den Krieg ziehende Soldaten mit grüßenden Frauen und Kindern darstellend. | Um 1920               | 215             | 19. Okt. 1995 AZ: 268   |
| Grabmal Oehmen            | Grabmal Oehmen                             | Alte Landstraße Lage                                            | Zeittypisch gestaltete „Kleine Grabmalwand“ dreiteiliger Aufbau auf flachem Sockel; der überhöhte Mittelteil mit getreppt vorkragender, nach oben ausladender Verdachung wird flankiert von zwei im Winkel von 45 Grad angestellten Seitenteilen; Im Zentrum, aus Kupfer gearbeitetes, flaches, glattes Kreuz mit fast vollrundem Kruzifixus; Die Inschriften aus Kupferlettern. |                       | 259             | 21. Apr. 1999 AZ: 268 a |
|                           |                                            | Alte Landstraße 12 Lage                                         | 2-geschossiges Wohnhaus mit weit heruntergezogenem Walmdach, EG an der straßenseitigen Langseite mit hohem Sockel und teilweise freiliegendem Backsteinmauerwerk mit erhöhten Lagerfugen; Fassade symmetrisch gegliedert durch zwei weit eingezogen liegende Eingänge, in der Gebäudemitte mit originalen Türblättern, daneben, nach außen 3-seitig geschlossen, erkerartige Backsteinvorbauten | Nach 1925             | 188             | 29. Dez. 1994 AZ: 261   |
| Bauhof                    | Bauhof                                     | Alte Landstraße 57 Lage                                         | Der repräsentative Vierkanthof auf leicht trapezförmigem Grundriss wurde um 1850 erbaut. Er liegt unmittelbar neben der Pfarrkirche im alten Ortszentrum von Niederaußem. Wegen der intensiven Umnutzung des Hofes zu Bauhofzwecken wurden die seitlichen Wirtschaftsgebäude und die hintere Schleuse aus der Unterschutzstellung ausgeklammert | 1850                  | 74              | 26. März 1991 AZ: 111   |
|                           |                                            | Alte Landstraße 62 Lage                                         | An der Stirnseite eines 3-eckigen Platzes vor der Kath. Pfarrkirche gelegenes Schulgebäude, bestehend aus 2 Trakten unterschiedlicher Bauzeiten | Um 1870, um 1905      | 143             | 1. Juli 1993 AZ: 225    |
| Pumpe Moelshof            | Pumpe Moelshof                             | Alte Landstraße 66 Lage                                         | Gusseiserne Pumpe auf dem Gutshof „Moelshof“ in Niederaußem. Durch Modernisierungen stark veränderter Gutshof aus dem Ende des 19. Jh. | Ende 19. Jahrhundert  | 226             | 7. März 1996 AZ: 269    |
|                           |                                            | Alte Landstraße 68 Lage                                         | Hinter der Bebauung am Platz vor der kath. Pfarrkirche gelegener, ehemaliger Vierkanthof, erhalten das Wohnhaus mit einer seitlich stehen gebliebenen Backsteinhofmauer mit korbbogiger Durchfahrt; Wohnhaus 2-geschossig, Backstein, mit abgesetztem, verputztem Sockel, 5-achsig, hochrechteckiger Eingang mit Werksteingewände in der Mittelachse, beidseitig 2 Achsen stichbogiger, einfach eingeschnittener Fenster mit Werksteinsohlbänken zugeordnet; Freiliegende Kellerfenster, einige Zuganker in S-Form am Giebel, gestufte Traufzone, Wirtschaftsteil Fachwerk.                                 | 1860                  | 214             | 19. Okt. 1995 AZ: 263   |
|                           |                                            | Alte Landstraße 101 Lage                                        | Repräsentatives, villenartiges, massives und verputztes Wohnhaus, 2-geschossig mit Walmdach, die Außenflächen aufgelockert durch eine straßenseitige Auslucht mit abschließender Dachterrasse, durch einen seitlichen, von Säulen gestützten Eingangsvorbau, dazu Zwerchhäuser und Dachgauben | Um 1910               | 179             | 28. Juni 1994 AZ: 264   |
| Gut Asperschlag           | Gut Asperschlag                            | Lage                                                            | Das frei in seinen Feldfluren liegende Gut Asperschlag ist vermutlich aus dem Gut Asmandisloh der Abtei Brauweiler entstanden. Die Gründung dürfte ins 11. Jahrhundert datieren. Die Herrschaft ging später an die Reichsabtei Kornelimünster über, die unter der Schirmherrschaft des Grafen und späteren Herzogs von Jülich stand. Daher war Asperschlag zwar Lehen von Kornelimünster, aber unter jülichscher Landeshoheit, so dass es wenigstens seit 1610 als Rittersitz (=adlicher seeß) im Amt Bergheim seinen jeweiligen Besitzern zur Teilnahme an den jülichschen Landtagen berechtigte           |                       | 51              | 16. Okt. 1989 AZ: 64    |
| Wegekreuz Gut Asperschlag | Wegekreuz Gut Asperschlag                  | Lage                                                            | Auf einem Sandsteinsockel Aufsatz aus Muschelkalk, darüber Kruzifix mit Metallkorpus; Spuren einer ehemals vorhandenen Inschriftplatte sichtbar. | 20. Jahrhundert       | 227             | 15. März 1996 AZ: 305   |
| Bildstock                 | Bildstock                                  | Auenheimer Straße/Ecke Holtroper Straße Lage                    | In eine Mauer eingelassener Bildstock aus Backstein an der Straßenecke; spitzbogige Nische in spitzbogigem Wandfeld mit profiliertem Rahmen; Nische durch Buntglasfenster mit Eisensprossen verschlossen, darin neuere Muttergottesfigur aus Ton; auf dem Bildstock kleines Sandsteinkreuz, darunter Keilstein mit Datierung; Gestaltung durch den Wechsel unterschiedlich gefärbten Ziegelmaterials, Hauptfarbe gelb, dazu Absetzungen in einem roten Klinkermaterial. | 1905                  | 239             | 17. Sep. 1996 AZ: 270   |
| Wegekreuz                 | Wegekreuz                                  | Dormagener Straße/Ecke Von-Galen-Weg Lage                       | Das Objekt ist ein wahrscheinlich transloziertes Wegekreuz aus dem 18. Jh., bestehend aus Muschelkalk, etwa 3,5 m hoch, hochrechteckiger Schaft mit Inschriftfeld, darüber Kragstein mit Sakramentskonsole, darauf Aufsatz mit Muschelnische, darüber Kruzifix mit geschweiften Balkenenden und reliefiertem Korpus, in der Muschelnische Relief des „Heiligen Wandels“. | 18. Jahrhundert       | 142             | 1. Juli 1993 AZ: 223    |
| Wegekreuz                 | Wegekreuz                                  | Holtroper Straße gegenüber der Einmündung Silverbergstraße Lage | Etwa 4,5 m hoch, Material Basalt; auf gestuftem Podest hochrechteckiger Schaft mit Inschriftfeld darüber 3-stufiger Aufsatz mit spitzbogiger Nische, darauf Kruzifix; Korpus wahrscheinlich ehemals vorhanden; Inschrift: „Im Kreuz allein ist Heil! 1885 errichtet von den Eheleuten Carl Hambloch und Adelheid geborene Päffgen Holtrop“. | 1885                  | 99              | 5. März 1992 AZ: 181    |
|                           |                                            | Pastorsgasse 4 Lage                                             | 2-geschossiges, verputztes Wohnhaus, in einem großen Garten weit von der Straße zurückliegend, mit umlaufend abgesetztem Sockel, in dem die stichbogigen Kellerfenster freiliegen; straßenseitige Traufseite 3-achsig, Mittelbetonung durch flachen Risalit, über die Traufe hinausgeführt in einem Zwerchhaus; Eingang giebelseitig mit hölzerner Loggia, Putzquaderung, Geschosstrennungsgesims, Traufgesims mit Zahnschnitt, Rundbogenfries am Zwerchgiebel, alle Fenster stichbogig mit profilierten Putzrahmen, Giebel- und Rückseiten deutlich einfacher gestaltet.                                   | Um 1880               | 160             | 18. Jan. 1994 AZ: 224   |
| Wegekreuz                 | Wegekreuz                                  | Paulusstraße/Ecke Im Euel Lage                                  | Sandstein, farbig gefasst, etwa 3,5 m hoch; Rundpfeiler mit Inschrift, abschließender Kragplatte, darüber rechteckiger Aufsatz mit flacher, rundbogiger Nische, darüber Kruzifix mit Korpus, dieser mit erneuerten Armen; Inschrift: „Pro maiore die ac jesu christi honore faciebant resurgere!“; das Kreuz stand ehemals auf dem Gelände des Gutes Asperschlag. | 1816                  | 153             | 17. Jan. 1994 AZ: 235   |
| weitere Bilder            | Kirchenmauer                               | Lage                                                            | Die Kirchenmauer aus Feldbrandsteinen umfasst den höherliegenden historischen Kirchhof der spätgotischen kath. Pfarrkirche. |                       | 11              | 3. März 1986 AZ: 11     |
| Preußischer Meilenstein   | Preußischer Meilenstein                    | Lage                                                            | Hoher Sandsteinschaft mit abgerundetem Kopf und preuß. Adlerrelief. Aufschrift: „Regierungsbezirk Cöln Neuss-Bergheimer Bezirksstraße Erbaut 1855 I Meilen 1.00“. Der Meilenstein stand ursprünglich an der Landstraße zwischen Bergheim und Niederaußem und wurde im Jahre 1955 aufgrund des Tagebau Bergheim versetzt. | 1855                  | 31              | 16. März 1989 AZ: 91    |
| Klein Mönchhof            | Klein Mönchhof                             | Lage                                                            | Alter Besitz der Abtei Kamp, im späten Mittelalter geteilt in Groß-Mönchhof und Klein-Mönchhof. Als Kamper Pachthof zunächst 1480 fassbar. Die Hofgebäude 1788 nach einem Brand neu errichtet | 1788                  | 199             | 19. Juli 1995 AZ: 105   |
| Wegekreuz Klein Mönchhof  | Wegekreuz Klein Mönchhof                   | Lage                                                            | Höhe etwa 2 m, Material Sandstein, gefasst; Auf niedrigem Sockel hochrechteckiger, gestufter Schaft mit spitzbogiger und sparsamen Maßwerk versehener flacher Nische, in deren Feld eine nicht mehr erkennbare Inschrift angebracht ist. Darüber auf rechteckigem Fuß das Kruzifix mit Metallkorpus, farbig gefasst. Das Hofkreuz wird von einer Weide hinterfangen. | 2. Hälfte des 19. Jh. | 45              | 17. Juli 1989 AZ: 106   |
| Fischerhof                | Fischerhof                                 | Reisinger Weg 12 Lage                                           | |                       | 257             | 17. Apr. 2008 AZ: 319   |